# Dobrowieść
Dobrowieść – staropolskie imię żeńskie, złożone z członów Dobro- ("dobry, dobra") i -wieść ("wiedzieć" albo "wieść, prowadzić"). Mogło oznaczać "tę, która sprzyja dobrym wieściom" albo "tę, która dobrze wiedzie swoje życie".
Dobrowieść imieniny obchodzi 28 grudnia.